# John P. Abraham
John P. Abraham ist Professor für Thermal Science an der University of St. Thomas in Minnesota. Er forscht auf dem Gebiet der Thermodynamik und des Klimawandels.

## Leben
Abraham schloss in den Jahren 1997, 1999 und 2002 sein Bachelor-, Master- bzw. Promotionsstudium ab, jeweils an der University of Minnesota im Fach Maschinenbau.

## Wirken
Abraham ist Professor für Thermal Science an der University of St. Thomas, Minnesota. Seine Forschung befasst sich mit Verbrennungs- und Verbrühungsverletzungen, biologischer Wärmeübertragung, dem Design von Medizinprodukten, dem Klimawandel, der Energieerzeugung und -verteilung sowie der Grundlagenforschung in den Bereichen Strömungsmechanik und Wärmeübertragung.
Große Aufmerksamkeit erlangte eine öffentliche Auseinandersetzung zwischen Abraham und Christopher Monckton, einem bekannten Akteur in der britischen Klimawandelleugnerszene. Als Reaktion auf die von Monckton verbreiteten unwissenschaftlichen Mythen zum Klimawandel nahm Abraham umfangreiche Recherchen vor, um deren Substanzlosigkeit aufzuzeigen. Er erstellte ein Video, das im Internet zur Verfügung steht und weltweite Aufmerksamkeit erlangte.

## Veröffentlichungen (Auswahl)
- John Abraham, E. M. Sparrow: Three-Dimensional Laminar and Turbulent Natural Convection in a Continuously/Discretely Wall-Heated Enclosure Containing a Thermal Load. In: Numerical Heat Transfer Part A-applications. Band 44, Nr. 2, 2003, S. 105–125, doi:10.1080/713838194.
- John Abraham, Molly O. Baringer, Nathaniel L. Bindoff, Tim Boyer, Lijing Cheng, John A. Church, Jessica L. Conroy, Catia M. Domingues, John T. Fasullo, John Gilson, Gustavo Goñi, Simon Good, John M Gorman, Viktor Gouretski, Masayoshi Ishii, Gregory C. Johnson, Shoichi Kizu, John M. Lyman, Alison M. Macdonald, W. J. Minkowycz, S. E. Moffitt, Matthew D. Palmer, Alberto R. Piola, Franco Reseghetti, Karina von Schuckmann, Kevin E. Trenberth, I. Velicogna, Josh Willis: A review of global ocean temperature observations: Implications for ocean heat content estimates and climate change. In: Reviews of Geophysics. Band 51, Nr. 3, 2013, S. 450–483, doi:10.1002/rog.20022.
- Benjamin L. Viglianti, Mark W. Dewhirst, John Abraham, John M Gorman, E. M. Sparrow: Rationalization of thermal injury quantification methods: Application to skin burns. In: Burns. Band 40, Nr. 5, 2014, S. 896–902, doi:10.1016/j.burns.2013.12.005, PMID 24418648.
- Guancheng Li, Lijing Cheng, Jiang Zhu, Kevin E. Trenberth, Michael Mann, John Abraham: Increasing ocean stratification over the past half-century. In: Nature Climate Change. Band 10, Nr. 12, 2020, S. 1116–1123, doi:10.1038/s41558-020-00918-2.

## Video
- Video Abrahams, in dem er sich kritisch mit Klimawandelleugnung auseinandersetzt